# Вільховатий
Вільхова́тий — село в Україні, у Закарпатській області, Рахівській міській громаді Рахівського району.

## Географія
Населення становить близько 1200 осіб. Уздовж села тече річка Тиса. Головна вулиця — 16 липня. Найвища точка над рівнем моря — г. Шоймул.

## Місцеві легенди

### Легенда про Вільховатий
Колись давно, на місці нашого села, жила сім’я, яка мала гарну та вродливу доньку, з блакитними очима і довгою-довгою русою косою. Найбільше на світі дівчина любила спілкуватися з природою. Із дерев брала силу, квіти дарували їй красу і вроду, птахи вливали в душу пісню.
Одного разу на село напали чужинці. Помітивши красуню, вони вирішили взяти її в полон. Та на захист своєї улюблениці стала природа. Дерева перешкоджали чужинцям гілками, птахи видзьобували їм очі. Та ось вп’ялася дівчині в ногу стріла. Красуня тихо зойкнула, підвела голову до неба і впала на землю. Тієї ж миті кинулися до неї бусурмани. Волею Божою руса коса розплелася і там, де лежала дівчина, виросла вільха. Від здивування загарбники остовпіли. Вони ніяк не могли зрозуміти, де поділася красуня, що з нею трапилось. Розлючені, вони спалили село, знищили жителів і подалися геть. Все запалало, але злі язики полум’я ніяк не могли підступити до вільхи. Якась божественна сила охороняла деревце. Одинока вільха так і залишилася самотньо рости серед знищеного села.
Через деякий час, подорожній зупинився біля деревця, відпочив і вже збирався йти далі, як щось ніби його притримувало біля цього місця. Так і вирішив він зупинитися тут надовго, збудував хатину і поселився біля одинокої вільхи. Згодом це село дістало назву Вільховатий.

### Легенда про гору Шоймул
Над селом Вільховатий із одного боку річки Тиси височить гора Шоймул. Говорять, що давно-давно летів здалеку замучений, знесилений орел. Він був поранений і впав з розпростертими крилами, бо не зміг далі летіти. Так він і загинув. От ця гора і схожа на орла з розпростертими крилами. А «Шоймул» з румунської означає орел (ястріб).

## Природничий музей
У селі діє Музей екології гір та історії природокористування в Українських Карпатах. Це єдиний в Україні природничий музей Українських Карпат, який створено на базі Карпатського біосферного заповідника. Музей функціонує як інформаційний еколого-освітній та історико-культурний центр Карпатського біосферного заповідника. Це єдиний в Україні такий музейний комплекс, діяльність якого спрямована на вирішення екологічних проблем регіону.
Музейна експозиція складається з двох відділів:
- Природа Карпат — історія Карпатських гір, їх геологія, геоморфологія, основні типи ландшафтів, рослинний і тваринний світ тощо;

- Природокористування в Українських Карпатах — від колонізації до наших днів; традиції і культура українських горян.

Створено дві діорами: карстова печера та буковий праліс в Угольці. Частина експозиції ознайомлює з історією, культурою і природокористуванням етнічних карпатських народностей: гуцулів, бойків, лемків.
У музеї діє інформаційний центр, який збирає та опрацьовує екологічну інформацію, займається екологічною освітою, організовує семінари та інші заходи на екологічні теми.

## Пам'ятки природи
Неподалік від музею розташована гідрологічна пам'ятка природи — Джерело Б/н (урочище «Підділ»).

## Населення
Згідно з переписом УРСР 1989 року чисельність наявного населення села становила 1018 осіб, з яких 514 чоловіків та 504 жінки.
За переписом населення України 2001 року в селі мешкало 1096 осіб.

### Мова
Розподіл населення за рідною мовою за даними перепису 2001 року:
| Мова       | Відсоток |
| ---------- | -------- |
| українська | 99,64 %  |
| російська  | 0,18 %   |

## Туристичні місця
- Гора Шоймул;

- Музей екології гір та історії природокористування в Українських Карпатах;

- Гідрологічна пам'ятка природи — Джерело Б/н (урочище «Підділ»);

- Храм Преображення Господнього.

## Релігійні споруди
- Церква Преображення Господнього (1938 р);
- Православна церква Вознесіння (розібрана у 1991 році). Церква дещо спрощеної конструкції, збудована в 1938 p., хоч і не належала до видатних пам’яток, однак була цікавою як тип дерев’яних православних церков і наближалася за стилем до «середньогуцульських» церков. У церкві зберігався своєрідний іконостас, вирізьблений Василем Ігнатюком у стилі гуцульської різьби. Царські двері поєднують кілька традиційних грон з плоскою різьбою. Весь орнамент різноколірно пофарбовано. Улітку 1991 р. за священика Дудли довкола дерев'яної церкви споруджено нову муровану, а дерев'яну — розібрано.
- Каплиця (XX ст). У селі зберігалася (зараз в Ужгородському скансені) одна з останніх шестигранних дзвіниць, типових для сіл закарпатської Гуцульщини. Шість граней має і нижній зрубний ярус, і верхній каркасний, а також шатрова покрівля. Це єдина дзвіниця цього стилю, що не зазнала переробок, а також не була перекрита бляхою. На кладовищі на лівому березі Тиси збереглася дерев’яна каплиця. Неподалік стояла стара дерев’яна дзвіниця, але тепер її повністю оновлено.

## Інтернет-посилання
- http://www.woodenchurches.com.ua/ukr/rakh/vilkhova.htm%5Bнедоступне+посилання+з+квітня+2019%5D